# Radiometrija
Radiometríja je kot veja optike skupek tehnik za merjenje elektromagnetnega sevanja, vključno z vidno svetlobo in aktivnosti ionizirajočega sevanja. Radiometrične tehnike v optiki označujejo porazdelitev moči sevanja v prostoru, v nasprotju s fotometričnimi tehnikami, ki označujejo interakcijo svetlobe s človeškim očesom. Bistvena razlika med radiometrijo in fotometrijo je v tem, da radiometrija daje celoten spekter optičnega sevanja, medtem ko je fotometrija omejena na vidni spekter med valovnimi dolžinami od 380 (360) do 750–780 (830) nanometrov. Radiometrija se razlikuje od kvantnih tehnik, kot je štetje fotonov. Glavne radiometrične količine so: sevalni tok {\displaystyle {\mathit {\Phi }}_{\rm {e}}\!\,}, jakost sevanja {\displaystyle I_{\rm {e}}\!\,}, obsevanost {\displaystyle E_{\rm {e}}\!\,}, sevalnost {\displaystyle L_{\rm {e}}\!\,} in izsevanost (sevalna eksitanca) {\displaystyle M_{\rm {e}}\!\,}. Med glavne količine se uvršča tudi sevalna energija {\displaystyle Q_{\rm {e}}\!\,}
Uporaba radiometrov za določanje temperature teles in plinov z merjenjem sevalnega toka se imenuje pirometrija. Ročne pirometrske naprave se pogosto tržijo kot infrardeči termometri.
Radiometrija temelji na različnih fizikalnih pojavih, ki nastanejo, ko je snov izpostavljena sevanju – luminiscenca, ionizacija, nastanek vidnih sledi ipd.
Radiometrija je pomembna v astronomiji, zlasti v radioastronomiji, in ima pomembno vlogo pri daljinskem zaznavanju Zemlje. Merilne tehnike, ki so v optiki razvrščene kot radiometrija, se v nekaterih astronomskih uporabah imenujejo fotometrija, v nasprotju z uporabo izraza v optiki. Radiometrija se uporablja v medicini pri radiometrični diagnostiki, v arheologiji pri radiokarbonskem datiranju, v geofiziki pri raziskovalni geofiziki, radiometričnem datiranju in absolutni geokronologiji.
Spektroradiometríja je merjenje absolutnih radiometričnih količin v ozkih pasovih valovnih dolžin.

## Zgodovina
Večina zgodnjih del o radiometriji je bila na področju, ki se sedaj imenuje fotometrija. Med prvimi sta začela meriti svetlobo Pierre Bouguer leta 1729 in Johann Heinrich Lambert leta 1760. Bouguer je leta 1729 objavil delo Optični esej o zatemnitvi svetlobe (Essai d'optique, sur la gradation de la lumière). Odkril je absorpcijski zakon.  Lambert je prvi točno meril jakost svetlobe. V svojem delu Fotometrija ali o merjenjih in primerjanju svetlobe, barv in senc (Photometria, sive de mensura et gradibus luminis, colo rum at umbrae) iz leta 1760 je prvi jasno izluščil pojma svetilnosti, ki je značilen za svetilo, in svetlosti, značilne za osvetljeno telo. V njem je objavil svoje raziskave o odboju svetlobe in podal kosinusni zakon, ki pravi, da sta jakost sevanja {\displaystyle I_{{\rm {e}},\Omega }\!\,} ali svetilnost (svetlobna jakost) {\displaystyle I_{\rm {v}}\!\,}, opazovani z idealne difuzno odbojne površine ali idealnega difuznega sevalnika, neposredno sorazmerni s kosinusom kota {\displaystyle \theta \!\,} med opazovalčevim vidnim poljem in normalo površine:
{\displaystyle I_{{\rm {e}},\Omega /{\rm {v}}}\equiv I=I_{0}\cos \theta \!\,.}
William Herschel je leta 1800 odkril infrardeči del spektra. Leta 1801 je Johann Wilhelm Ritter odkril tudi ultravijolični del. Opazil je, da nevidni žarki tik za vijoličnim koncem vidnega spektra hitreje potemnijo papir, prepojen s srebrovim kloridom, kot sama vijolična svetloba. Imenoval jih je »(de)oksidacijski žarki« (nemško de-oxidierende Strahlen), da bi poudaril kemično reaktivnost in jih razlikoval od »toplotnih žarkov«, ki jih je leto prej odkril Herschel na drugem koncu vidnega spektra.
Leta 1873 je William Crookes izumil radiometer. Leta 1874 je odkril radiometrski tlak, ki je veliko večji od sevalnega. Da ima elektromagnetno valovanje značilnost gibalne količine in da zato deluje na površino, ki mu je izpostavljena, s tlakom, sta teoretično predvidela James Clerk Maxwell leta 1871 in neodvisno Adolfo Bartoli leta 1876. Leta 1900 je Peter Nikolajevič Lebedjev potrdil obstoj sevalnega tlaka. Ernest Fox Nichols in Gordon Ferrie Hull sta leta 1901 z Nicholsovim radiometrom tudi izmerila sevalni tlak. Leta 1923 sta Walther Gerlach in Alice Golsen prvič točno izmerila sevalni tlak. V skladu s klasično teorijo je njun izid pokazal, da je sevalni tlak sorazmeren z gostoto energijskega toka svetlobe in neodvisen od njene valovne dolžine.
William Weber Coblentz je z radiometrom in modificiranim Ångströmovim pirheliometrom leta 1915 meril Stefanovo konstanto {\displaystyle \sigma \!\,} in prvi potrdil Planckov zakon. Temeljito je raziskoval infrardeče valovanje.
Max Planck je po poskusih lorda Rayleigha, Ludwiga Edwarda Boltzmanna in drugih leta 1901 razvil teorijo, ki je pravilno pojasnila spektralno porazdelitev sevanja črnega telesa. Planckova teorija je zahtevala domnevo, da sevalna telesa, ki oddajajo energijo v vir črnega telesa, oddajajo energijo samo v mnogokratnikih količine, ki je sorazmerna s frekvenco sevanja. Ta Planckov vpogled je zaslužen za razvoj sodobnih zamisli o kvantni naravi fizikalnih pojavov. Konstanta sorazmernosti med energijo {\displaystyle h\nu \!\,} kvantizirane enote svetlobe, pozneje imenovane foton, in njegovo frekvenco {\displaystyle \nu \!\,} je Planckova konstanta {\displaystyle h\!\,}.
Eden od utemeljiteljev radiometrije je Hans Geiger, ki je leta 1908 izumil števec nabitih delcev, ki še vedno nosi njegovo ime. Za utemeljitelja velja tudi Charles Wilson, ki je leta 1911 izumil meglično celico, ki omogoča opazovanje poti nabitih delcev.

## Radiometrične količine
Fizikalne količine, ki se merijo v radiometriji, se imenujejo radiometrične količine (ali energijske količine), in opisujejo prenos energije s sevanjem.
| količina                                                             | količina                                                                                      | količina | enota SI                                     | enota SI        | razsežnost                                                                        | opombe |
| ime                                                                  | oznaka                                                                                        | definicija | ime                                          | oznaka          | razsežnost                                                                        | opombe |
| -------------------------------------------------------------------- | --------------------------------------------------------------------------------------------- | --- | -------------------------------------------- | --------------- | --------------------------------------------------------------------------------- | --- |
| sevalna energija                                                     | {\displaystyle Q_{\rm {e}}\!\,}, {\displaystyle W\!\,}, {\displaystyle E\!\,}                 | {\textstyle Q_{\rm {e}}=\int \!{\mathit {\Phi _{\rm {e}}}}(t)\,\mathrm {d} t\!\,}                                                                            | džul                                         | J               | {\displaystyle {\mathsf {M}}\cdot {\mathsf {L}}^{2}\cdot {\mathsf {T}}^{-2}\!\,}  | energija elektromagnetnega sevanja. |
| gostota sevalne energije                                             | {\displaystyle w_{\rm {e}}\!\,}                                                               | {\textstyle w_{\rm {e}}={\frac {\partial Q_{\rm {e}}}{\partial V}}\!\,}                                                                                      | džul na kubični meter                        | J/m3            | {\displaystyle {\mathsf {M}}\cdot {\mathsf {L}}^{-1}\cdot {\mathsf {T}}^{-2}\!\,} | sevalna energija na enoto prostornine |
| - sevalni tok - sevalna moč                                          | {\displaystyle {\mathit {\Phi }}_{\rm {e}}\!\,}, {\displaystyle P\!\,}, {\displaystyle F\!\,} | {\textstyle {\mathit {\Phi }}_{\rm {e}}={\frac {\mathrm {d} Q_{\rm {e}}}{\mathrm {d} t}}\!\,}                                                                | vat                                          | W (= J/s)       | {\displaystyle {\mathsf {M}}\cdot {\mathsf {L}}^{2}\cdot {\mathsf {T}}^{-3}\!\,}  | sevalna energija oddana, odbita, prenešena ali prejeta na časovno enoto. Včasih se imenuje »sevalna moč« in v astronomiji izsev. |
| spektralni tok                                                       | {\displaystyle {\mathit {\Phi }}_{\rm {{e},\nu }}\!\,}                                        | {\textstyle {\mathit {\Phi }}_{\rm {{e},\nu }}={\frac {\partial {\mathit {\Phi }}_{\rm {e}}}{\partial \nu }}\!\,}                                            | vat na herc                                  | W/Hz            | {\displaystyle {\mathsf {M}}\cdot {\mathsf {L}}^{2}\cdot {\mathsf {T}}^{-2}\!\,}  | sevalni tok na enoto frekvence ali valovne dolžine. Slednji se običajno meri v W/nm. |
| spektralni tok                                                       | {\displaystyle {\mathit {\Phi }}_{\rm {{e},\lambda }}\!\,}                                    | {\textstyle {\mathit {\Phi }}_{\rm {{e},\lambda }}={\frac {\partial {\mathit {\Phi }}_{\rm {e}}}{\partial \lambda }}\!\,}                                    | vat na meter                                 | W/m             | {\displaystyle {\mathsf {M}}\cdot {\mathsf {L}}\cdot {\mathsf {T}}^{-3}\!\,}      | sevalni tok na enoto frekvence ali valovne dolžine. Slednji se običajno meri v W/nm. |
| jakost sevanja                                                       | {\displaystyle I_{{\rm {e}},\Omega }\!\,}                                                     | {\textstyle I_{{\rm {e}},\Omega }={\frac {\partial {\mathit {\Phi }}_{\rm {e}}}{\partial {\mathit {\Omega }}}}\!\,}                                          | vat na steradian                             | W/sr            | {\displaystyle {\mathsf {M}}\cdot {\mathsf {L}}^{2}\cdot {\mathsf {T}}^{-3}\!\,}  | sevalni tok oddan, odbit, prenešen ali prejet na enoto prostorskega kota. To je usmerjena količina. |
| spektralna gostota                                                   | {\displaystyle I_{{\rm {e}},\Omega ,\nu }\!\,}                                                | {\textstyle I_{{\rm {e}},\Omega ,\nu }={\frac {\partial I_{{\rm {e}},\Omega }}{\partial \nu }}\!\,}                                                          | vat na steradian na herc                     | W⋅sr−1⋅Hz−1     | {\displaystyle {\mathsf {M}}\cdot {\mathsf {L}}^{2}\cdot {\mathsf {T}}^{-2}\!\,}  | jakost sevanja na enoto frekvence ali valovne dolžine. Slednja se običajno meri v W⋅sr−1⋅nm−1. To je usmerjena količina. |
| spektralna gostota                                                   | {\displaystyle I_{{\rm {e}},\Omega ,\lambda }\!\,}                                            | {\textstyle I_{{\rm {e}},\Omega ,\lambda }={\frac {\partial I_{{\rm {e}},\Omega }}{\partial \lambda }}\!\,}                                                  | vat na steradian na meter                    | W⋅sr−1⋅m−1      | {\displaystyle {\mathsf {M}}\cdot {\mathsf {L}}\cdot {\mathsf {T}}^{-3}\!\,}      | jakost sevanja na enoto frekvence ali valovne dolžine. Slednja se običajno meri v W⋅sr−1⋅nm−1. To je usmerjena količina. |
| sevalnost                                                            | {\displaystyle L_{{\rm {e}},\Omega }\!\,}                                                     | {\textstyle L_{{\rm {e}},\Omega }={\frac {1}{\cos \theta }}{\frac {\partial ^{2}{\mathit {\Phi }}_{\rm {e}}}{\partial {\mathit {\Omega }}\,\partial S}}\!\,} | vat na steradian na kvadratni meter          | W⋅sr−1⋅m−2      | {\displaystyle {\mathsf {M}}\cdot {\mathsf {T}}^{-3}\!\,}                         | sevalni tok oddan, odbit, prenešen ali prejet na površini na enoto prostorskega kota na enoto projicirane površine. To je usmerjena količina. To se včasih zavajujoče imenuje tudi »jakost«.                                                                     |
| - spektralna sevalnost - specifična jakost                           | {\displaystyle L_{{\rm {e}},\Omega ,\nu }\!\,}                                                | {\textstyle L_{{\rm {e}},\nu }={\frac {\partial L_{{\rm {e}},\Omega }}{\partial \nu }}\!\,}                                                                  | vat na steradian na kvadratni meter na herc  | W⋅sr−1⋅m−2⋅Hz−1 | {\displaystyle {\mathsf {M}}\cdot {\mathsf {T}}^{-2}\!\,}                         | sevalnost površine na enoto frekvence ali valovne dolžine. Slednja se običajno meri v W⋅sr−1⋅m−2⋅nm−1. To je usmerjena količina. To se včasih zavajujoče imenuje »spektralna gostota«.                                                                           |
| - spektralna sevalnost - specifična jakost                           | {\displaystyle L_{{\rm {e}},\Omega ,\lambda }\!\,}                                            | {\textstyle L_{{\rm {e}},\lambda }={\frac {\partial L_{{\rm {e}},\Omega }}{\partial \lambda }}\!\,}                                                          | vat na steradian na kvadratni meter na meter | W⋅sr−1⋅m−3      | {\displaystyle {\mathsf {M}}\cdot {\mathsf {L}}^{-1}\cdot {\mathsf {T}}^{-3}\!\,} | sevalnost površine na enoto frekvence ali valovne dolžine. Slednja se običajno meri v W⋅sr−1⋅m−2⋅nm−1. To je usmerjena količina. To se včasih zavajujoče imenuje »spektralna gostota«.                                                                           |
| obsevanost                                                           | {\displaystyle E_{\rm {e}}\!\,}, {\displaystyle I\!\,}                                        | {\textstyle E_{\rm {e}}={\frac {\partial {\mathit {\Phi }}_{\rm {e}}}{\partial S}}\!\,}                                                                      | vat na kvadratni meter                       | W/m2            | {\displaystyle {\mathsf {M}}\cdot {\mathsf {T}}^{-3}\!\,}                         | sevalni tok prejet na površini na enoto površine. To se včasih zavajujoče imenuje »jakost«. |
| spektralna obsevanost                                                | {\displaystyle E_{{\rm {e}},\nu }\!\,}                                                        | {\textstyle E_{{\rm {e}},\nu }={\frac {\partial E_{\rm {e}}}{\partial \nu }}\!\,}                                                                            | vat na kvadratni peter na herc               | W⋅m−2⋅Hz−1      | {\displaystyle {\mathsf {M}}\cdot {\mathsf {T}}^{-2}\!\,}                         | osevanost površine na enoto frekvence ali valovne dolžine. To se včasih zavajujoče imenuje »spektalna jakost«. Med enote zunaj SI za spektralno obsevanost spadata jansky (1 Jy = 10−26 W⋅m−2⋅Hz−1) in enota Sončevega toka (1 sfu = 10−22 W⋅m−2⋅Hz−1 = 104 Jy). |
| spektralna obsevanost                                                | {\displaystyle E_{{\rm {e}},\lambda }\!\,}                                                    | {\textstyle E_{{\rm {e}},\lambda }={\frac {\partial E_{\rm {e}}}{\partial \lambda }}\!\,}                                                                    | vat na kvadratni meter na meter              | W/m3            | {\displaystyle {\mathsf {M}}\cdot {\mathsf {L}}^{-1}\cdot {\mathsf {T}}^{-3}\!\,} | osevanost površine na enoto frekvence ali valovne dolžine. To se včasih zavajujoče imenuje »spektalna jakost«. Med enote zunaj SI za spektralno obsevanost spadata jansky (1 Jy = 10−26 W⋅m−2⋅Hz−1) in enota Sončevega toka (1 sfu = 10−22 W⋅m−2⋅Hz−1 = 104 Jy). |
| gostota energijskega toka                                            | {\displaystyle j_{\rm {e}}\!\,}, {\displaystyle J_{\rm {e}}\!\,}                              | {\textstyle j_{\rm {e}}={\frac {\partial {\mathit {\Phi }}_{\rm {e}}}{\partial S}}\!\,}                                                                      | vat na kvadratni meter                       | W/m2            | {\displaystyle {\mathsf {M}}\cdot {\mathsf {T}}^{-3}\!\,}                         | sevalni tok oddan, odbit in prenešen na površino na enoto površine. To se včasih zavajujoče imenuje tudi »jakost«. |
| spektralna gostota energijskega toka                                 | {\displaystyle j_{{\rm {e}},\nu }\!\,}, {\displaystyle J_{{\rm {e}},\nu }\!\,}                | {\textstyle j_{{\rm {e}},\nu }={\frac {\partial J_{\rm {e}}}{\partial \nu }}\!\,}                                                                            | vat na kvadratni meter na herc               | W⋅m−2⋅Hz−1      | {\displaystyle {\mathsf {M}}\cdot {\mathsf {T}}^{-2}\!\,}                         | gostota energijskega toka na površino na enoto frekvence ali valovne dolžine. Slednja se včasih meri v in W⋅m−2⋅nm−1. To se včasih zavajujoče imenuje tudi »spektralna jakost«.                                                                                  |
| spektralna gostota energijskega toka                                 | {\displaystyle j_{{\rm {e}},\lambda }\!\,}, {\displaystyle J_{{\rm {e}},\lambda }\!\,}        | {\textstyle j_{{\rm {e}},\lambda }={\frac {\partial J_{\rm {e}}}{\partial \lambda }}\!\,}                                                                    | vat na kvadratni meter na meter              | W/m3            | {\displaystyle {\mathsf {M}}\cdot {\mathsf {L}}^{-1}\cdot {\mathsf {T}}^{-3}\!\,} | gostota energijskega toka na površino na enoto frekvence ali valovne dolžine. Slednja se včasih meri v in W⋅m−2⋅nm−1. To se včasih zavajujoče imenuje tudi »spektralna jakost«.                                                                                  |
| - izsevanost - sevalna eksitanca - sevalna emitanca                  | {\displaystyle M_{\rm {e}}\!\,}, {\displaystyle W\!\,}                                        | {\textstyle M_{\rm {e}}={\frac {\partial {\mathit {\Phi }}_{\rm {e}}}{\partial S}}\!\,}                                                                      | vat na kvadratni meter                       | W/m2            | {\displaystyle {\mathsf {M}}\cdot {\mathsf {T}}^{-3}\!\,}                         | sevalni tok oddan s površine na enoto površine. To je oddana komponenta radioznosti. To se včasih zavajujoče imenuje »jakost«. |
| - spektralna izsevanost - spektralna eksitanca - spektralna emitanca | {\displaystyle M_{{\rm {e}},\nu }\!\,}                                                        | {\textstyle M_{{\rm {e}},\nu }={\frac {\partial M_{\rm {e}}}{\partial \nu }}\!\,}                                                                            | vat na kvadratni metger na herc              | W⋅m−2⋅Hz−1      | {\displaystyle {\mathsf {M}}\cdot {\mathsf {T}}^{-2}\!\,}                         | izsevanost površine na enoto frekvence ali valovne dolžine. Slednja se običajno meri v W⋅m−2⋅nm−1. To se včasih zavajujoče imenuje »spektralna gostota«. |
| - spektralna izsevanost - spektralna eksitanca - spektralna emitanca | {\displaystyle M_{{\rm {e}},\lambda }\!\,}                                                    | {\textstyle M_{{\rm {e}},\lambda }={\frac {\partial M_{\rm {e}}}{\partial \lambda }}\!\,}                                                                    | vat na kvadratni meter na meter              | W/m3            | {\displaystyle {\mathsf {M}}\cdot {\mathsf {L}}^{-1}\cdot {\mathsf {T}}^{-3}\!\,} | izsevanost površine na enoto frekvence ali valovne dolžine. Slednja se običajno meri v W⋅m−2⋅nm−1. To se včasih zavajujoče imenuje »spektralna gostota«. |
| - sevalna izpostavljenost - sevalna fluenca                          | {\displaystyle H_{\rm {e}}\!\,}                                                               | {\textstyle H_{\rm {e}}={\frac {\partial Q_{\rm {e}}}{\partial S}}=\int \!{\mathit {E_{\rm {e}}}}(t)\,\mathrm {d} t\!\,}                                     | džul na kvadratni meter                      | J/m2            | {\displaystyle {\mathsf {M}}\cdot {\mathsf {T}}^{-2}\!\,}                         | sevalna energija prejeta na površini na enoto površine, ali enakovredno obsevanost površine integrirane po času obsevanja. |
| - spektralna izpostavljenost - spektralna fluenca                    | {\displaystyle H_{{\rm {e}},\nu }\!\,}                                                        | {\textstyle H_{{\rm {e}},\nu }={\frac {\partial H_{\rm {e}}}{\partial \nu }}\!\,}                                                                            | džul na kvadratni meter na herc              | J⋅m−2⋅Hz−1      | {\displaystyle {\mathsf {M}}\cdot {\mathsf {T}}^{-1}\!\,}                         | sevalna izpostavljenost površine na enoto frekvence ali valovne dolžine. Slednja se običajno meri v J⋅m−2⋅nm−1. |
| - spektralna izpostavljenost - spektralna fluenca                    | {\displaystyle H_{{\rm {e}},\lambda }\!\,}                                                    | {\textstyle H_{{\rm {e}},\lambda }={\frac {\partial H_{\rm {e}}}{\partial \lambda }}\!\,}                                                                    | džul na kvadratni meter na meter             | J/m3            | {\displaystyle {\mathsf {M}}\cdot {\mathsf {L}}^{-1}\cdot {\mathsf {T}}^{-2}\!\,} | sevalna izpostavljenost površine na enoto frekvence ali valovne dolžine. Slednja se običajno meri v J⋅m−2⋅nm−1. |
| Glej tudi:                                                           |                                                                                               | |                                              |                 |                                                                                   | |

1. ↑  Simboli v tem stolpcu označujejo razsežnosti. »{\displaystyle {\mathsf {M}}\!\,}« pomeni maso, »{\displaystyle {\mathsf {L}}\!\,}« in »{\displaystyle {\mathsf {T}}\!\,}« pomenita dolžino in čas, ne pa simbola za enoti liter in tesla.
2. ↑  Organizacije za standardizacijo priporočajo, da se radiometrične količine označijo z indeksom »e« (za »energijsko«), da bi se izognilo zamenjavi s fotometričnimi ali fotonskimi količinami.
3. 1 2 3 4 5 6 7  Spektralne količine, podane na enoto frekvence, so označene z dodatnim indeksom »ν« (grška črka ni, ki se je ne sme zamenjevati s črko »v«, oznako za fotometrično količino.)
4. 1 2 3 4 5 6 7  Spektralne količine, podane na enoto valovne dolžine, so označene z dodatnim indeksom »λ«.
5. 1 2  Usmerjene količine so označene z dodatnim indeksom »Ω«.

## Integralske in spektralne radiometrične količine
Integralske količine, kot je na primer sevalni tok, opisujejo celotni vpliv sevanja na vse valovne dolžine ali frekvence, spektralne količine, kot je na primer spektralna moč, opisujejo vpliv sevanja na eno valovno dolžino {\displaystyle \lambda \!\,} ali frekvenco {\displaystyle \nu \!\,}. Vsaka integralska količina ima odgovarjajočo spektralno količino, definirano kot količnik integralske količine z obsegom obravnavane frekvence ali valovne dolžine. Sevalni tok {\displaystyle {\mathit {\Phi }}_{\rm {e}}\!\,} na primer odgovarja spektralnima močema, oziroma spektralnima tokovoma {\displaystyle {\mathit {\Phi }}_{{\rm {e}},\lambda }\!\,} in {\displaystyle {\mathit {\Phi }}_{{\rm {e}},\nu }\!\,}.
Pridobivanje integralski količini odgovarjajoče spektralne zahteva limitni prehod. To izhaja iz zamisli, da je verjetnost obstoja fotona z natančno zahtevano valovno dolžino enaka nič. Zgled je razmerje med njima.
Integralski tok, katerega enota je W:
{\displaystyle {\mathit {\Phi }}_{\rm {e}}\!\,.}
Spektralni tok po valovni dolžini, katerega enota je W/m:
{\displaystyle {\mathit {\Phi }}_{{\rm {e}},\lambda }={\frac {\mathrm {d} {\mathit {\Phi }}_{\rm {e}}}{\mathrm {d} \lambda }}\!\,,}
kjer je {\displaystyle \mathrm {d} {\mathit {\Phi }}_{\rm {e}}\!\,} sevalni tok sevanja v majhnem intervalu valovne dolžine {\displaystyle \left[\lambda -{\frac {\mathrm {d} \lambda }{2}},\lambda +{\frac {\mathrm {d} \lambda }{2}}\right]\!\,}. Ploščina pod grafom z valovno dolžino kot vodoravno osjo je enaka celotnemu sevalnemu toku.
Spektralni tok po frekvenci, katerega enota je W/Hz:
{\displaystyle {\mathit {\Phi }}_{{\rm {e}},\nu }={\frac {\mathrm {d} {\mathit {\Phi }}_{\rm {e}}}{\mathrm {d} \nu }}\!\,,}
kjer je {\displaystyle \mathrm {d} {\mathit {\Phi }}_{\rm {e}}\!\,} sevalni tok sevanja v majhnem intervalu frekvence {\displaystyle \left[\nu -{\frac {\mathrm {d} \nu }{2}},\nu +{\frac {\mathrm {d} \nu }{2}}\right]\!\,}. Ploščina pod grafom s frekvenco kot vodoravno osjo je enaka celotnemu sevalnemu toku.
Spektralne količine po valovni dolžini {\displaystyle \lambda \!\,} in frekvenci {\displaystyle \nu \!\,} so med seboj povezane, ker je produkt obeh količin enak hitrosti svetlobe ({\displaystyle \lambda \,\nu =c\!\,}):
{\displaystyle {\mathit {\Phi }}_{{\rm {e}},\lambda }={\frac {c}{\lambda ^{2}}}{\mathit {\Phi }}_{{\rm {e}},\nu }\!\,} ali {\displaystyle {\mathit {\Phi }}_{{\rm {e}},\nu }={\frac {c}{\nu ^{2}}}{\mathit {\Phi }}_{{\rm {e}},\lambda }\!\,} ali {\displaystyle \lambda {\mathit {\Phi }}_{{\rm {e}},\lambda }=\nu {\mathit {\Phi }}_{{\rm {e}},\nu }\!\,.}
Integralska količina se lahko dobi z integracijo spektralne količine:
{\displaystyle {\mathit {\Phi }}_{\rm {e}}=\int _{0}^{\infty }{\mathit {\Phi }}_{{\rm {e}},\lambda }\,\mathrm {d} \lambda =\int _{0}^{\infty }{\mathit {\Phi }}_{{\rm {e}},\nu }\,\mathrm {d} \nu =\int _{0}^{\infty }\lambda {\mathit {\Phi }}_{{\rm {e}},\lambda }\,\mathrm {d} \ln \lambda =\int _{0}^{\infty }\nu {\mathit {\Phi }}_{{\rm {e}},\nu }\,\mathrm {d} \ln \nu \!\,.}
Sorodna razmerja veljajo za vse radiometrične količine.